# Winny-Puh l'orsetto goloso
Winny-Puh l'orsetto goloso (Winnie the Pooh and the Honey Tree) è un film del 1966 diretto da Wolfgang Reitherman. È un cortometraggio d'animazione (ma con introduzione e conclusione in live action) prodotto dalla Walt Disney Productions, e rappresenta la prima produzione Disney con protagonista il personaggio di Winnie the Pooh, creato dallo scrittore britannico A. A. Milne. Basato sui primi due capitoli del romanzo Winnie Puh, il corto fu distribuito negli Stati Uniti dalla Buena Vista Distribution il 4 febbraio 1966, abbinato al film 4 bassotti per 1 danese. Fu l'unica produzione su Winnie the Pooh distribuita sotto la supervisione di Walt Disney stesso, morto a dicembre di quell'anno. Nel 1977 il corto fu montato insieme ai due successivi per realizzare il Classico Disney Le avventure di Winnie the Pooh. In Italia il corto fu distribuito in VHS col titolo Winny Puh orsetto ghiottone.

## Trama
Attraverso un libro presente nella stanza del bambino Christopher Robin, un narratore racconta le avventure dell'orsacchiotto di pezza Winnie the Pooh, che vive nel Bosco dei Cento Acri. Pooh, mentre fa i suoi esercizi di ginnastica mattutina, prova un languore improvviso. Dopo aver scoperto che il suo barattolo di miele è vuoto, decide di provare a prenderlo da un alveare nella cavità di un albero. Prova ad arrampicarsi, ma il ramo su cui si è seduto si spezza a causa del suo peso, facendolo cadere rovinosamente. Va allora a casa di Christopher Robin, dove incontra anche l'asino Ih-Oh, il gufo Uffa, il canguro Kanga e suo figlio Ro (tutti animali di pezza). Pooh prende in prestito un palloncino di Christopher Robin per cercare di ottenere il miele. Per non essere scoperto dalle api, Pooh si rotola in una pozza di fango per farsi quello che dice essere un travestimento da nuvola nera, quindi utilizza il palloncino per fluttuare accanto all'albero. Le api però scoprono presto il trucco, così Pooh e Christopher Robin sono costretti a fuggire nascondendosi nella pozza di fango.
Sempre affamato, Pooh va allora a casa del suo amico coniglio Tappo, sperando di trovare almeno lì qualcosa da mangiare. Questi, pur consapevole del vasto e perenne appetito dell'orsetto, decide di invitarlo cortesemente a colazione. Puntualmente, Pooh gli mangia tutto il miele presente nella sua tana. Quando però deve uscire, rimane incastrato nel buco della tana di Tappo a causa della pancia. Dopo aver cercato inutilmente di liberare Pooh, Tappo corre a chiedere aiuto a Christopher Robin, mentre l'orsetto riceve la visita di Uffa e del castoro De Castor (che prova invano a estrarre Pooh scavando nella parete, facendola crollare). Dopo parecchi tentativi andati a vuoto, Christopher Robin giunge alla conclusione che l'unica possibilità per liberare Pooh è aspettare che dimagrisca. Tappo, per non avere la visione del sedere di Pooh, decide di trasformarlo in una serie di assurdi ornamenti.
Molti giorni dopo, mentre un triste Tappo si appoggia distrattamente al sedere di Pooh, si rende conto che si muove leggermente. Al colmo della felicità, corre a cercare Christopher Robin per dargli la buona notizia. Christopher e gli altri iniziano a tirare Pooh fuori dalla casa, ma l'orsetto non si sposta di un millimetro, finché Tappo non perde del tutto la pazienza e si lancia contro di lui tirandogli una fortissima testata. Pooh viene così espulso dalla tana di Tappo e vola via, finendo nuovamente incastrato, stavolta nella cavità di un alveare. Le api al suo interno, spaventate, scappano via. Christopher Robin grida a Pooh che presto lo tireranno fuori, ma l'orso dice loro che non c'è fretta, poiché finché rimane lì può mangiare tutto il miele all'interno dell'albero.

## Produzione
Nei primi anni sessanta Walt Disney, per trovare nuove soddisfazioni dopo i suoi numerosi progetti, decise di intraprendere una nuova sfida adattando i personaggi di A. A. Milne. Secondo Dave Smith, a Disney l'idea sarebbe venuta dal fatto che le sue figlie amavano leggere le storie di Winnie the Pooh. Disney quindi negoziò e ottenne i diritti per adattare i due libri di Winnie the Pooh. Nel 1961 Disney acquistò i diritti del libro di A. A. Milne e aveva in programma un lungometraggio con Winnie the Pooh, ma dopo aver sondato il pubblico americano si rese conto che il personaggio non era molto conosciuto, così decise di testarlo tramite un cortometraggio a due bobine. Inoltre, secondo Robin Allan, lo studio considerava le storie troppo infantili per mantenere l'interesse del pubblico durante un lungometraggio. Una delle indicazioni di Disney fu quella di stare vicini alle illustrazioni di E. H. Shepard.
Winny-Puh l'orsetto goloso adatta i primi due capitoli di Winnie Puh con alcune modifiche, delle quali la più evidente è l'aggiunta di De Castor. La scena in cui Pooh rimane bloccato nella tana di Tappo fu ampliata grazie ai ricordi di Disney, che da ragazzo si era chiesto come poteva essere quella scena dal punto di vista del coniglio. Gli sceneggiatori svilupparono quindi la scena dalla prospettiva di Tappo, preoccupato per il cambiamento nell'arredamento della sua casa. Walt Disney considerava questa scena la più divertente del film.

## Colonna sonora

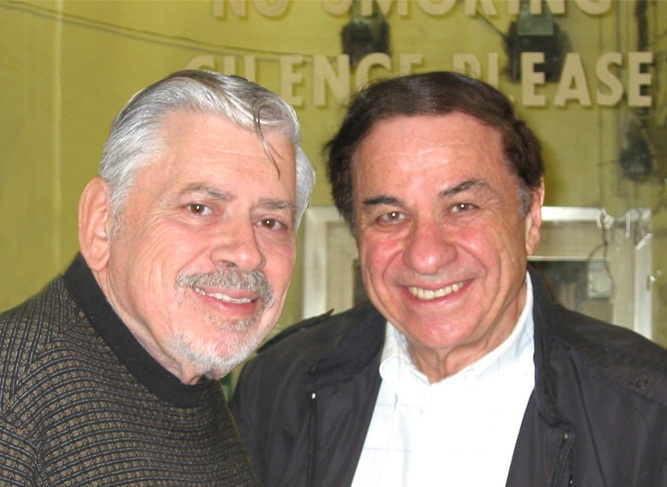
Gli Sherman Brothers, autori delle canzoni, nel 2002

Durante la produzione di Mary Poppins (1964), Walt Disney chiese agli Sherman Brothers, compositori e parolieri, di leggere le storie di Winnie the Pooh e dirgli cosa ne pensavano. I due chiesero quindi al designer britannico Tony Walton, che lavorava anch'egli su Mary Poppins, di dare loro la sua visione del personaggio. Gli Sherman cominciarono a comporre le canzoni nel 1965, mentre il progetto era ancora di produrre un lungometraggio. Gli Sherman Brothers scrissero cinque canzoni per il cortometraggio, tra cui il tema principale: "Winnie the Pooh", "Up, Down and Touch the Ground", "Rumbly in My Tumbly", "Little Black Rain Cloud" e "Mind over Matter".
Gli Sherman Brothers consideravano le loro composizioni per Winnie the Pooh come "squilli" che appaiono improvvisamente. La semplicità delle canzoni fu voluta da Walt Disney per lasciare che la storia si svolgesse da sola. Secondo Tim Hollis e Greg Ehrbar, "Up, Down and Touch the Ground" è la canzone più sinfonica, "Rumbly in My Tumbly" è vicina a un tango con particolare attenzione sul clavicembalo e "Little Black Rain Cloud" è una creazione delicata che usa delle campane tintinnanti come sottofondo.
Oltre alle canzoni dei fratelli Sherman, la colonna sonora è composta da arrangiamenti di Buddy Baker, che diresse le sessioni di registrazione. Le composizioni di Baker sono progettate per sottolineare e dare un tema musicale a ogni personaggio. John Grant afferma che ogni personaggio è associato a determinati strumenti: Pooh al corno baritono; Christopher Robin a tromba e chitarra; Tappo al clarinetto; Uffa ad ocarina e corno francese; Kanga al flauto; Ro all'ottavino; Ih-Oh al clarinetto basso; Pimpi all'oboe; De Castor all'armonica basso.

### Album
Dopo il successo commerciale di prodotti associati ai film Disney fin dagli anni trenta, lo studio accompagnava regolarmente l'uscita delle sue produzioni con edizioni fonografiche e altri prodotti derivati. Giocattoli di Winnie the Pooh erano stati proposti fin dal 1964 su licenza Sears, e un disco di Winny-Puh l'orsetto goloso fu pubblicato nella primavera del 1965. Questo disco è una versione narrata del film con dialoghi estratti della colonna sonora non ancora pubblicata, e comprendeva narrazioni aggiuntive di Sebastian Cabot per spiegare le gag visive e interpretazioni di Camarata delle composizioni degli Sherman Brothers. Sterling Holloway realizzò per il disco diversi assoli assenti nel film. Queste interpretazioni di Camarata allungavano le composizioni degli Sherman e collegavano scene e canzoni, poiché all'epoca la colonna sonora di Buddy Baker non era ancora stata completata. La colonna sonora del cortometraggio fu candidata per il Grammy Award alla migliore registrazione per bambini ai Grammy Awards 1966. Un altro disco, intitolato All Songs from Winnie the Pooh and the Honey Tree, fu pubblicato prima dell'uscita del film, e durava 15 minuti includendo per tre volte il tema principale. Fu pubblicato anche un 45 giri con il tema principale da un lato e "Little Black Rain Cloud" dall'altro.

## Distribuzione

### Data di uscita
Le date di uscita internazionali del film sono state:
- 4 febbraio 1966 negli Stati Uniti
- 20 marzo nel Regno Unito
- 15 aprile in Brasile (Ursinho Puff e a árvore de mel)
- 13 agosto in Svezia (Nalle Puh och honungsträdet)
- 16 settembre in Finlandia (Nalle Puh ja hunajapuu)
- 17 ottobre in Danimarca (Peter Plys på honningjagt)
- 3 marzo 1967 in Irlanda
- 22 marzo in Francia (Winnie l'ourson et l'arbre à miel) e Italia
- 16 luglio in Giappone
- 15 agosto 1968 in Spagna (Winnie Pu y el árbol de la miel)

### Edizione italiana
Il cortometraggio fu distribuito in Italia abbinato alla riedizione del documentario Deserto che vive. Il doppiaggio italiano, diretto da Giulio Panicali su dialoghi di Roberto De Leonardis, fu eseguito negli stabilimenti Fono Roma con la partecipazione della C.D.C.
Alcuni personaggi hanno un nome diverso da quello con cui sono conosciuti oggi: Winnie the Pooh è chiamato Winny-Puh, che allora era il nome utilizzato anche nei libri, mentre Kanga viene chiamata Cangu per tradurre il gioco di parole originale secondo il quale il suo nome, unito a quello del figlio Ro, dovesse suonare come la parola "canguro" (gli stessi nomi furono adottati per i due corti seguenti). Non è però comprensibile la battuta che fa De Castor sul fatto di non essere nel libro, poiché la parola "book" viene tradotta con "elenco" (benché sia una traduzione esatta per il contesto).

### Edizioni home video
L'unica edizione home video del corto distribuita in Italia fu la VHS che uscì per il noleggio nel settembre 1982 col titolo Winny Puh orsetto ghiottone, ristampata per la vendita cinque anni dopo nella collana Walt Disney Home Video Cartoon Classics. Nella VHS erano inclusi anche i cortometraggi La fortezza dell'oro liquido, Pluto fa la balia e Pippo a caccia grossa. In America del Nord invece uscì in VHS autonomamente il 28 dicembre 1990 nella collana Walt Disney Mini Classics e successivamente nella collana Storybook Classics.

## Altri media
Il cortometraggio fu adattato in una storia a fumetti scritta da Frank Reilly e disegnata da John Ushler, pubblicata in tredici tavole domenicali tra il 2 gennaio e il 27 marzo 1966 allo scopo di promuovere il film.

## Sequel
Il film fu seguito, nel 1968, dal cortometraggio Troppo vento per Winny-Puh, che adatta anche alcuni capitoli del secondo romanzo La strada di Puh e include la prima apparizione di Tigro.